# Людвиг II (пфальцграф Цвейбрюккена)
Людвиг II Цвейбрюккенский, Людвиг Младший (нем. Ludwig II. von Zweibrücken-Neuburg "der Jüngere"; 14 сентября 1502, Цвайбрюккен — 3 декабря 1532, Цвайбрюккен) — пфальцграф и герцог Цвейбрюккена в 1514—1532 годах.

## Биография
Людвиг был старшим сыном пфальцграфа и герцога Александра Цвейбрюккенского (1462—1514), рожденным в браке с Маргаритой Гогенлоэ-Нойенштайнской (1480—1522), дочерью графа Крафта VI фон Гогенлоэ-в-Нойенштайне. Поскольку на момент смерти отца он не достиг совершеннолетия,  до 1519 года Людвиг находился под опекой своей матери и организованных при ней опекунских советов. Когда в 1519 году город Аннвайлер отказался платить дань его матери, Людвиг осадил его, и после переговоров 6 февраля 1519 года город был ему сдан. В 1522 году он воевал в Нидерландах на стороне императорской армии. 
Правление Людвига пришлось на период Реформации. В молодости он находился под влиянием Иоганна Бадера. В 1521 году на рейхстаге в Вормсе он был свидетелем выступления Мартина Лютера, последователем которого считался Людвиг II. Поддержка сил Реформации с его стороны была не слишком последовательной, тем не менее в 1523 году он пригласил в Цвайбрюккен в качестве придворного капеллана Иоганна Швебеля, чья деятельность во многом способствовала тому, что герцогство в значительной мере избежало последствий крестьянской войны в Германии. С другой стороны, Людвиг II не сумел преодолеть сопротивление монастырей Хорнбах и Вёршвайлер. В 1529 году он дал швейцарским богословам возможность прибыть на Марбургский диспут, предоставив им путь через свое герцогство в обход епископств Шпейер, Майнц и Вормс. 
Людвиг умер в возрасте всего 30 лет от чахотки. Его могила находится в Александеркирхе в Цвейбрюккене. Из-за того, что наследный принц Вольфганг не достиг совершеннолетия, герцогством вначале правил в качестве регента младший брат Людвига Рупрехт фон Пфальц-Фельденц. 

## Брак и потомки
Людвиг II женился 10 сентября 1525 года в Касселе на 	Елизавете Гессенской (1503—1563), дочери ландграфа Вильгельма Гессен-Кассельского. Свадьбу пришлось отложить на некоторое время  из-за начала крестьянской войны. В браке с Елизаветой у Людвига II  было двое детей:
- Вольфганг (1526—1569), пфальцграф и герцог Пфальц-Цвейбрюккена; в 1545 году женился на принцессе Анне Гессенской (1529–1591)
- Кристина (1528—1534)